# Forstcast
Forstcast ist ein deutschsprachiger Podcast der Bayerischen Landesanstalt für Wald und Forstwirtschaft (LWF). Der Wald-Podcast will Waldforschung und Forstpraxis zusammenbringen.

## Zielgruppe
Der Forstcast richtet sich an Menschen aus Forstpraxis, Waldforschung und verwandten Disziplinen sowie an Naturinteressierte. 

## Produktion
Im Interview kommen Menschen zu Wort, die den Wald erforschen, bewirtschaften und managen. Sie wollen Einblicke in ihre Arbeit gewähren, praxisnahe Tipps geben, persönliche Geschichten teilen und aus verschiedenen Perspektiven einen Blick auf den Wald und seine Zukunft werfen.
Jeden Monat erscheint eine neue Folge mit Themen rund um den Wald von Klimawandel und Holzenergie über Gesundheitswälder und nachhaltigem Waldmanagement bis hin zu moderner Forsttechnik mit KI und Drohnen oder Wald in der Gesellschaft.
Hinter dem Podcast stehen Experten der LWF, die den Wald erforschen, beobachten und erhalten wollen. Zusätzlich kommen Gäste aus der Forstpraxis, der Wissenschaft und anderen forstlichen Institutionen zu Wort.

## Veröffentlichung
Der Forstcast ist über die Webseite der LWF und auf gängigen Podcast-Plattformen verfügbar. Die Episoden lassen sich streamen, herunterladen und abonnieren.

## Geschichte
Am 28. Juli 2008 ging der erste Podcast mit dem Titel „Willkommen“ online. Danach erschien jede Woche eine neue Episode für "Waldfreunde" und eine weitere für "Waldexperten". Die ursprünglich eher im Stil von Hörbüchern produzierten Podcasts entwickelten sich später zu Gesprächen im Interview-Stil.
Ab 2009 verringert sich die Anzahl der Neuerscheinungen. Pro Monat gab es je eine neue Folge für die Zielgruppe Waldfreunde und für die weitere Zielgruppe Waldexperten, so dass insgesamt 24 Episoden pro Jahr erschienen.
2011 nahm die Internetseite www.forstcast.net am European Podcast Award (EPA) teil. Forstcast.net ging in der Kategorie „Non Profit“ ins Rennen und konnte dort den dritten Platz belegen.
Im Juni 2011 ging der erste Videoclip mit dem Titel „Jungbestandspflege“ online. Bis 2014 gab es noch weitere in unregelmäßigen Abständen produzierte Videos zu verschiedenen Forstthemen.
Danach legte Forstcast eine Pause ein, von 2015 bis 2023 erschienen keine neuen Episoden.
Seit Dezember 2024 gibt es wieder monatlich neue Folgen des Waldpodcast – mit neuem Konzept, einem festen Host und neuer Bildmarke – und diesmal auch streambar über Podcast-Plattformen.